# Bathymodiolus tangaroa
Bathymodiolus tangaroa is een tweekleppigensoort uit de familie van de Mytilidae. De wetenschappelijke naam van de soort is voor het eerst geldig gepubliceerd in 2003 door Cosel & Marshall.